# Информационная опасность
Информационная опасность, инфоопасность или когнитивная опасность (англ. information hazard, infohazard, cognitohazard) — это «риск, возникающий в результате распространения или потенциального распространения правдивой информации, которая может причинить вред или дать возможность какому-либо агенту причинить вред». Термин был сформулирован шведским философом Ником Бостромом в 2011 году. Идея информационных опасностей бросает вызов свободе информации, так как гласит, что некоторые виды информации могут быть слишком опасны, потому что могут причинить вред людям или быть использованы для причинения вреда другим.
Одним из примеров инфоопасностей может послужить знание инструкции создания ядерной бомбы. Это знание гипотетически может принести много вреда другим людям, а значит ограничение его распространения уменьшит шанс этого вреда.

## Классификация
По словам Ника Бострома в его статье «Information Hazards: A Typology of Potential Harms from Knowledge», есть 2 главные категории инфоопасностей. Первая — информация, которая может быть использована злоумышленником, чтобы причинить вред другим. Вторая — информация, которая автоматически наносит вред тому, кто её узнал. Также согласно его статье, классификация инфоопасностей происходит по способу передачи информации и по характеру их воздействия:

### По способу передачи информации
- Опасность данных (data hazard) — опасность распространения конкретных данных, например, знание генетического кода вируса.
- Опасность идеи (idea hazard) — опасность распространения общей идеи, например, идея, как можно использовать мутаген.
- Опасность внимания (attention hazard) — опасность привлечения внимания к чему-либо, например, привлечение внимания к уязвимостям в информационных системах делает их приоритетной целью. Ещё одним примером может послужить игра The Game, суть которой избегать мысли об этой игре — мысль о ней приводит к поражению.
- Опасность шаблона (template hazard) — опасность подражания вредным шаблонам поведения, примером которого может послужить эффект Вертера.
- Опасность сигнала (signaling hazard) — опасность непреднамеренного сигнала, например, обсуждение тем, сигнализирующих вашу политическую позицию.
- Опасность формы подачи (evocation hazard) — опасность от формы подачи информации, например, шокирующее описание, способное вызвать негативные реакции.

### По характеру воздействия информации
- Угроза противостояния (adversarial risk) — угроза передачи врагу информации, которая может сделать его сильнее, дать преимущество или сделать вас целью, например, мысленный эксперимент Василиск Роко.
- Угрозы для общества и рынка (risks to social organization and markets) — угрозы передачи информации обществу или рынку, которые могут повлечь серьёзные последствия, например, искажение рынка из-за неравного доступа к информации или разрушение социальных норм.
- Угрозы иррациональности и ошибок (risks of irrationality and error) — угрозы распространения иррациональной или ошибочной информации, которые могут приводить к утере важной информации среди шума, опасным последствиям для психики, усилению когнитивных искажений или вредных идеологий.
- Угрозы важным состояниям и активностям (risks to valuable states and activities) — угрозы распространения информации, которая может повлечь негативный эмоциональный отклик, потерю мотивации к чему-либо, изменение мировоззрения в нежелательную сторону.
- Угрозы информационных систем (risks from information technology systems) — угрозы использования в информационных системах информации, которая вызовет ошибки в их работе или к их злоумышленному использованию.
- Угрозы развития (risks from development) — угрозы получения информации или прогресса в знаниях, которые могут быть использованы в создании опасных технологий.